# Nekrofobi
Nekrofobi är fobi eller onormal rädsla för det som är dött, till exempel lik, och föremål som har med död att göra, till exempel likkistor. Ordet "nekrofobi" kommer från grekiska nekros (νεκρος) för "lik" och -phob- för "rädsla".
Nekrofobi bör inte förväxlas med thanatofobi, som är fobi för själva döden, det vill säga dödsångest.

## Källförteckning
Den här artikeln är helt eller delvis baserad på material från engelskspråkiga Wikipedia, Necrophobia, 9 april 2010.